# East West Bank Classic 1990
L'East West Bank Classic 1990 è stato un torneo di tennis giocato sul cemento.
È stata la 17ª edizione del torneo, che fa parte della categoria Tier II nell'ambito del WTA Tour 1990.
Si è giocato a Manhattan Beach vicino a Los Angeles negli Stati Uniti, dal 13 al 19 agosto 1990.

## Campionesse

### Singolare
Monica Seles ha battuto in finale  Martina Navrátilová con il punteggio di 6–4, 3–6, 7–6(6)

### Doppio
Gigi Fernández /  Jana Novotná hanno battuto in finale  Mercedes Paz /  Gabriela Sabatini con il punteggio di 6–3, 4–6, 6–4